# Княжнин, Александр Яковлевич
Алекса́ндр Я́ковлевич Княжни́н, Княжнин 1-й (1771 — 27 марта 1829) — российский командир эпохи наполеоновских войн, генерал-лейтенант Русской императорской армии; драматург и поэт.

## Биография
Сын знаменитого драматурга екатерининской эпохи Якова Борисовича Княжнина (1742—1791) от его брака с «первой русской писательницей», Екатериной Александровной Сумароковой (1746—1797). Внук по матери поэта А. П. Сумарокова.
Воспитываясь дома, в малолетстве был записан в Преображенский лейб-гвардии полк, в 1785 году переведен в Измайловский полк, в кадетскую роту которого и поступил для окончательного образования. В начале 1795 года был выпущен из гвардии капитаном в 1-й Литовский полк, а отсюда перешел в Тенгинский 77-й пехотный полк, расположенный в Петербурге. В 1802 году вышел в отставку с чином надворного советника для поступления на гражданскую службу, но в следующем же году опять поступил майором в Кексгольмский лейб-гвардии полк.

Принимал участие в войнах третьей и четвертой антинаполеоновских коалиций, был ранен и за отличия был 20 мая 1808 года награждён Орденом Святого Георгия 4-го класса № 874 
В воздаяние отличнаго мужества и храбрости, оказанных в сражении 29 мая при Гейльсберге против французских войск, где, приняв полк после раненого шефа и полкового командира, командовал полком с особенною неустрашимостию.
После вторжения наполеоновской армии в Россию принял активное участие в Отечественной войне 1812 года, сражался в ряде ключевых сражений этой войны, в бою за Шевардинский редут был «жестоко ранен в обе ноги пулями».
21 ноября 1812 года за отвагу Княжнин был произведён в генерал-майоры, но полученные раны надолго вывели его из строя и участия в Наполеоновких войнах он более не принимал.
В 1816 году, при образовании Главного штаба, был назначен вице-директором инспекторского департамента, а в 1823 г. — членом Военного совета. В 1826 году произведен в генерал-лейтенанты.
Александр Яковлевич Княжнин умер от чахотки 27 марта 1829 года в Петербурге; похоронен на Смоленском православном кладбище (уч. 104, Петроградская дорожка), там же жена Варвара Александровна и дочь Вера Александровна.

## Литературная деятельность
Княжнин известен в литературе многочисленными театральными пьесами, большая часть которых появилась на сцене, но не в печати. Особенною известностью пользовались его оперы, написанные в народном стиле и напечатанные в 1809 году: «Ям», «Посиделки», «Девишник, или Филатвина свадьба». Музыка для этих опер была сочинена Алексеем Титовым. Княжнин писал и лирические стихотворения. Приятель А. Я. Булгакова, А. Закревского и П. А. Вяземского. Начало дружбы с последним относится к 1812 году, когда оба они находились в рядах русской армии и участвовали в битве при Бородине, где Княжнин был тяжело ранен.

## Семья
Был женат на Варваре Александровне Карауловой  (1774—1842), псковской помещице, владелицы имения Иваньково Новоржевского уезда. Была известна как поэтесса, писала и переводила с французского языка. Подруга детства Н. О. Пушкиной. Осенью 1835 года мать Пушкина приехала в Петербург из Павловска искать квартиру и слегла в доме у Княжниной в первых приступах своей предсмертной болезни. В браке имел дочь:
- дочь Вера Александровна (1816—1887), с июля 1833 года замужем за князем Алексеем Петровичем Хованским (27.02.1808[6]— ?), титулярным советником, с 1849 года петрозаводской полицеймейстер. В 1831 году А. В. Никитенко писал о ней[7]:Вечер провел у Поленова, где девица Княжнина доставила всем живое эстетическое удовольствие своими прелестными танцами. Какое благородство, какая грация, непринужденность во всех её движениях! Все другие барышни угасли перед ней, как звезда перед солнцем.